# Воронежский (Краснодарский край)
Воро́нежский — хутор в Успенском районе Краснодарского края России.
Входит в состав Трёхсельского сельского поселения.

## Население
| 2002 | 2010 |
| ---- | ---- |
| 297  | ↘241 |

## Улицы
- ул. Ленина,
- ул. Маркса,
- ул. Садовая[5].